# Jane Benham Hay

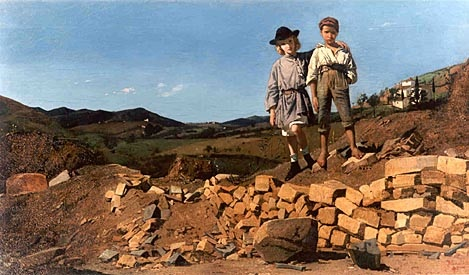
England and Italy, Öl auf Leinwand, Jane Benham Hay, 1859

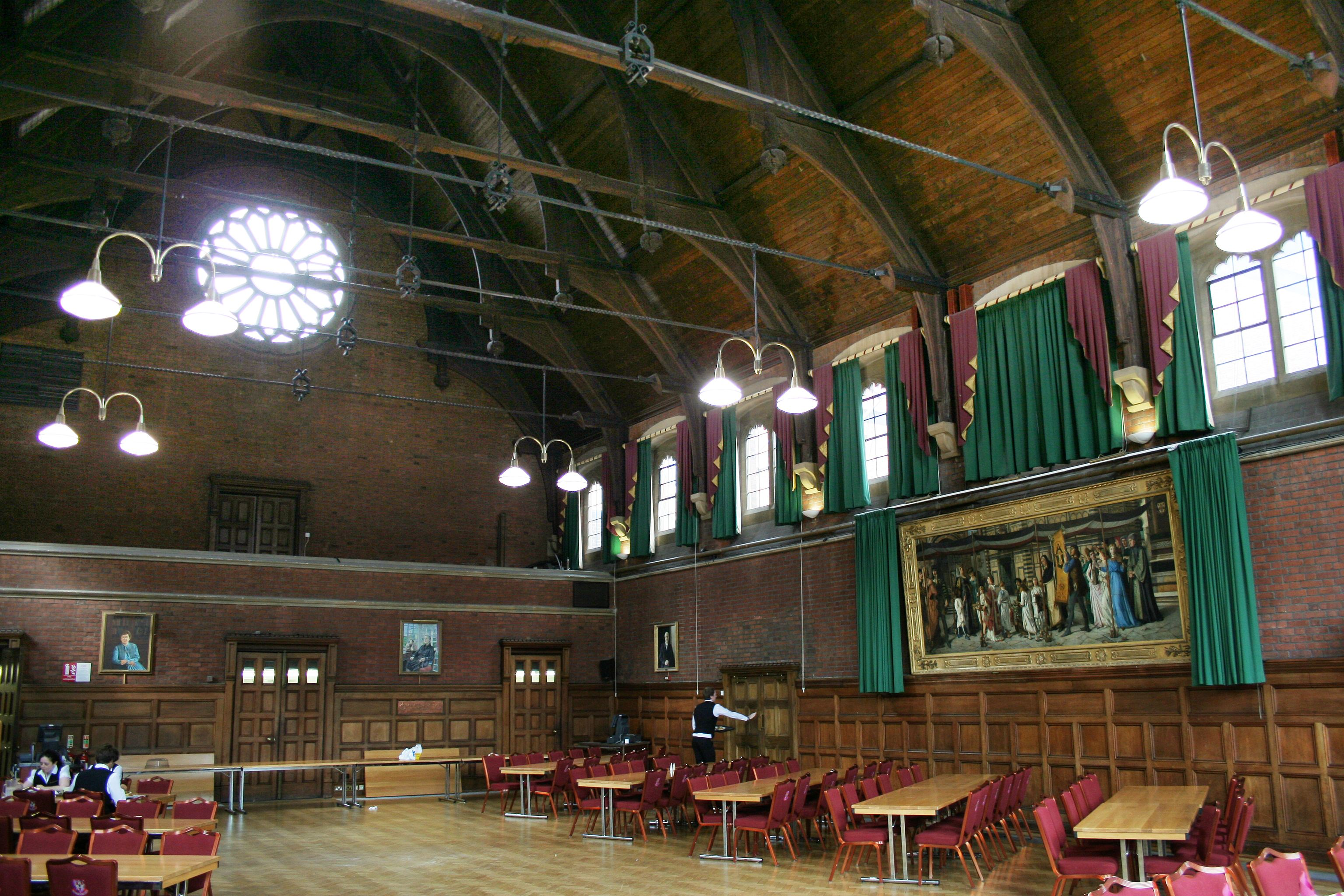
The Burning of the Vanities, Öl auf Leinwand, Jane Benham Hay, 1867, an der Wand des Speisesaals des Homerton College

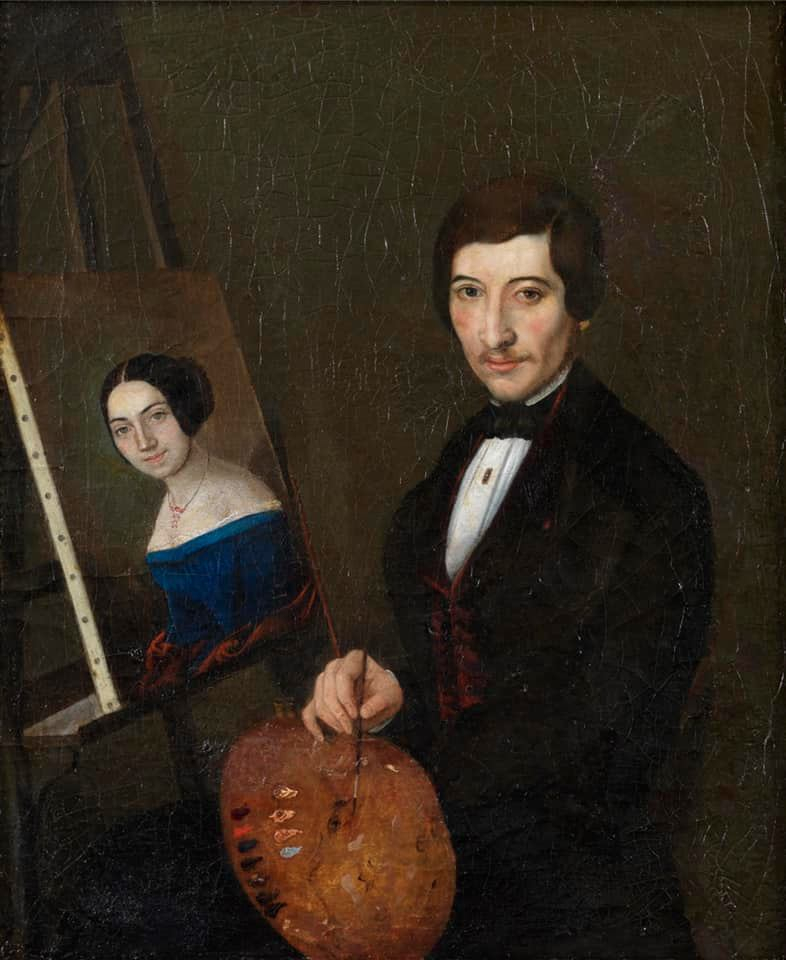
Selbstporträt während sie wie ein Mann angezogen ist und das Porträt von Jane Benham Hay malt., Eleni Boukoura-Altamoura, vor 1900

Jane Eleanor Benham Hay, auch Jaine, geborene Jane Eleanor Benham (* 1828 oder 1829 in London; † unbekannt) war eine britische präraffaelitische Malerin. Künstlerisch stand sie zudem der Gruppe der Macchiaioli nahe, in die sie über ihren zweiten Mann kam.

## Leben
Jane Benham wurde 1829 in London in einer Familie von Eisen- und Metallarbeitern geboren. Gemeinsam mit ihrer Freundin Anna Mary Howitt (1824–1884) reiste sie 1850 nach München, wo sie hofften, offiziell Zeichnen und Malen studieren zu können, doch nach ihrer Ankunft in München wurde klar, dass Frauen nicht zum Studium an der Akademie zugelassen waren. Sie wandten sich an Wilhelm von Kaulbach, den damaligen Direktor der Akademie, und baten um das Privileg, in seinem Atelier privat studieren zu dürfen. Er stimmte zu und erlaubte ihnen, dort frei zu arbeiten, obwohl unklar ist, wie viel formellen Unterricht er ihnen gab. Benham blieb bis Dezember 1850 in München, als sie gezwungen war, nach London zurückzukehren. Howitt blieb zwei Jahre in München und kehrte erst 1852 nach London zurück. Howitt stellte ihr Tagebuch und ihre persönlichen Briefe aus der Münchener Zeit in einem Text zusammen, An Art Student in Munich, der 1853 veröffentlicht und 1880 neu aufgelegt wurde. In dem Text verwendet sie das Pseudonym „Clare“, um sich auf Jane Benham zu beziehen.
Jane heiratete 1851 den Künstler William Hay, mit dem sie im folgenden Jahr einen Sohn bekam. Ihre Ehe hielt jedoch nicht lange, da Jane Benham Hay Mitte der 1850er Jahre London in Richtung Florenz verließ. Etwa zur gleichen Zeit lernte sie Francesco Saverio Altamura (1822 oder 1826–1897) kennen, einen Maler, der mit den toskanischen Macchiaioli-Malern in Verbindung stand, die als die italienischen Vorläufer der Impressionisten gelten. Altamura hatte ein bewegtes Leben geführt und eine Vorliebe für historische und religiöse Gemälde entwickelt. Für Benham Hay verließ Altamura seine Frau Eleni Boukoura-Altamoura (diese malte später ein Bild von sich, wie sie Banham Hay malt). Sie heirateten und hatten einen gemeinsamen Sohn, Bernardo Hay (1864–1934).
Jane Benham Hay stellte 1848, 1849, 1859, 1861 und 1862 in der Royal Academy aus. Ihre beiden Beiträge von 1859, England and Italy und Portrait of a Boy in Florentine Costume. begründeten ihren Ruf. England and Italy  wurde kurz vor der Einigung Italiens gemalt und war ein kraftvolles Plädoyer für die demokratische Einigung und gleichzeitig ein überzeugendes Kunstwerk. John Ruskin stellte fest, dass beide Werke „in ihrer Wirkung meisterhaft vollendet“ wären, auch wenn er sich nicht für die politischen Untertöne interessierte. England and Italy  verschwand einige Zeit nach 1859 und wurde erst in den späten 1990er Jahren wiederentdeckt.
Im Jahr 1867 erzielte Jane Hay ihren größten beruflichen Erfolg mit The Florentine Procession, auch bekannt als The Burning of the Vanities, das von Henry Wallis in der French Gallery in London ausgestellt wurde. Dieses Gemälde befindet sich heute in der Sammlung des Homerton College in Cambridge.
Ihr späteres Leben ist nicht gut dokumentiert, und ihr Todesdatum ist nicht bekannt.